# Orratjärnarna (östra)
Orratjärnarna är en sjö i Bjurholms kommun i Ångermanland och ingår i Öreälvens huvudavrinningsområde.